# Majiang (köpinghuvudort i Kina, Hunan Sheng, lat 26,71, long 113,54)
Majiang (kinesiska: 马江, 马江镇) är en köpinghuvudort i Kina. Den ligger i provinsen Hunan, i den södra delen av landet, omkring 170 kilometer söder om provinshuvudstaden Changsha. Antalet invånare är 27 709. Befolkningen består av 13 738 kvinnor och 13 971 män. Barn under 15 år utgör 19,0 %, vuxna 15-64 år 73 %, och äldre över 65 år 7,0 %.
Runt Majiang är det ganska tätbefolkat, med 179 invånare per kvadratkilometer. Närmaste större samhälle är Xiadong, 7,0 km norr om Majiang. Trakten runt Majiang består till största delen av jordbruksmark.
Genomsnittlig årsnederbörd är 1 971 millimeter. Den regnigaste månaden är maj, med i genomsnitt 295 mm nederbörd, och den torraste är oktober, med 26 mm nederbörd.